# John Törnquist
John Törnquist, född 17 november 1876 i Lima socken, Kopparbergs län, död 1937, var en svensk missionär för Svenska Missionsförbundet, huvudsakligen verksam i Östturkestan, idag Xinjiang-territoriet i Kina. Han skrev flera skildringar från sin verksamhet där.
Törnquist utbildades vid Kristinehamns praktiska skola samt vid Malmö språk- och handelsinstitut. Åren 1902—04 genomgick han Missionsskolan samt invigdes till missionär för Svenska Missionsförbundet sistnämnda år. Han utreste till Östturkestan första gången den 24 september 1904 där han var verksam inom Östturkestanmissionen och återkom den 6 maj 1911. Andra resan påbörjades den 26 oktober 1912.
Törnquist gifte sig den 15 maj 1906 med Ellen Rosén född 26 december 1876 i Habo socken Västergötland, missionär i Östturkestan 1903-1922